# 溫特伯勒
溫特伯勒（英語：Winterboro）是位於美國阿拉巴馬州塔拉迪加縣的一個非建制地區。該地的面積和人口皆未知。

## 地理
溫特伯勒的座標為33°19′17″N 86°11′49″W / 33.32139°N 86.19694°W，平均海拔为155米（509英尺）。